# 9329 Nikolaimedtner
9329 Nikolaimedtner è un asteroide della fascia principale. Scoperto nel 1990, presenta un'orbita caratterizzata da un semiasse maggiore pari a 2,2891580 UA e da un'eccentricità di 0,0912536, inclinata di 5,98624° rispetto all'eclittica.